# Phasis malagrida
Phasis malagrida är en fjärilsart som beskrevs av Hans Daniel Johan Wallengren. Phasis malagrida ingår i släktet Phasis och familjen juvelvingar. Inga underarter finns listade i Catalogue of Life.